# Klaus-Peter Vogel
Klaus-Peter Vogel (* 2. Juli 1931 in Berlin) ist ein deutscher Paläontologe und Professor an der Goethe-Universität Frankfurt am Main.

## Leben
1962 habilitierte er sich in Tübingen mit einer Arbeit über Muscheln mit Schloßzähnen aus dem spanischen Kambrium und war ab 1963 in Frankfurt. 1965 bis 1968 leitete er das Partnerschafts-Team zwischen der Universität Bonn und der Universität Kabul in Kabul. 1969 wurde er Professor in Frankfurt.
Er befasst sich mit Paläobiologie, Paläoökologie, mikroskopischen Endolithen (Paläo-Bathymetrie, Bioerosion) und Konstruktions-Morphologie.
2013 wurde er Ehrenmitglied der Paläontologischen Gesellschaft, deren Präsident er 1980 bis 1982 war.